# Tortula atrata
Tortula atrata är en bladmossart som beskrevs av Thériot 1921. Tortula atrata ingår i släktet tussmossor, och familjen Pottiaceae. Inga underarter finns listade i Catalogue of Life.